# Georges Preca
Georges Preca - Ġorġ Preca en maltais - (12 février 1880 - 26 juillet 1962)  est un prêtre catholique fondateur de la Société de la Doctrine Chrétienne (MUSEUM), en latin Societas Doctrinæ Christianæ. Il est affectueusement appelé « Dun Ġorġ » et est populairement appelé le « second apôtre de Malte », après saint Paul. C'est le deuxième saint maltais après saint Publius, premier chrétien d'Occident.

## Biographie
Georges Preca est né le 12 février 1880 à La Valette (île de Malte), au foyer de Vincenzo et Natalina Ceravolo. Il fut baptisé le 17 février.
En 1888, la famille Preca vint habiter à Hamrun, c'est là que Giorgio fit sa première communion. Après ses études au lycée, il rejoignit le séminaire de Malte pour étudier la théologie afin de devenir prêtre.
Alors qu'il était diacre, il tomba gravement malade et fut considéré comme perdu. Grâce à l'intercession de saint Joseph, d'après ses dires, il guérit.
Il est ordonné prêtre le 22 décembre 1906 et se donne comme règle de vie le conseil de son directeur spirituel : « Dieu t'a choisi pour enseigner à son peuple ».
Déjà, avant même son ordination, il avait l'habitude de rassembler autour de lui des jeunes pour leur parler de l'Évangile. Sa grande préoccupation était d'encourager les autres, et surtout les plus jeunes, à changer leur cœur à la lumière de la Parole, et aussi à la transmettre aux autres. Par exemple, Eugène Borg, jeune ouvrier des chantiers navals à qui il enseigna et expliqua la Passion du Christ en suivant le récit de l'Évangile selon saint Jean qui deviendra le premier supérieur général de la Société du Père Giorgio. 

### La Société de la Doctrine Chrétienne
Dès 1907 il s'investit dans l'instruction des jeunes, et tout le monde lui reconnaît d'exceptionnelles capacités, à tel point qu'il fut considéré comme le saint Philippe Néri de Malte. Quelques mois plus tard, il avait rassemblé autour de lui un groupe de jeunes ouvriers qui sera à la base de la Société de la Doctrine Chrétienne, souhaitant les transformer en évangélisateurs de leurs frères, en apôtres laïcs, dans une modeste maison à Hamrun. 
Le 7 mars suivant, Georges Preca et son équipe d'évangélisateurs laïcs se réunirent et décidèrent de donner à leur groupe le nom de MUSEUM, acrostiche signifiant « Magister utinam sequatur Evangelium universus mundus ! ».(Maître, puisse le monde entier suivre l'Évangile). 
En 1910 furent créées les sections féminines de la Société de la Doctrine Chrétienne, avec l'aide de Giannina Cutajar. Petit à petit, les règles de vie et d'action des membres des groupes se précisèrent : laïcs, célibataires, totalement investis dans l'apostolat et la proclamation de l'Évangile, portant des vêtements modestes, vivant simplement, priant, se formant plusieurs heures par jour afin d'aller à leur tour former les autres. Plusieurs centres furent ainsi ouverts dans quelques paroisses de l'île de Malte. 
Malgré l'enthousiasme et la ténacité de Dun Ġorġ Preca, les contradictions surgirent, tant l'idée d'instruire directement la classe ouvrière pouvait passer pour révolutionnaire à l'époque. En 1909 Dun Ġorġ reçut l'ordre de fermer tous les centres, sur ordre de l'évêque Mgr Salvatore Grech. Il obéit. Dans la période 1914-1915, il subit une campagne de presse défavorable à son action, il fut même accusé de folie. Il supporta ces calomnies avec indulgence tandis qu'il recommandait aux membres de la société de garder leur sérénité devant les attaques. Toutefois, en 1916, l'évêque de Malte effectua une enquête précise sur les actions de Georges Preca et de ses groupes, les conclusions ayant été favorables, la reconnaissance canonique finit par être effective le 12 avril 1932.
En 1952 cinq membres furent envoyés en Australie pour ouvrir de nouveaux centres. Aujourd'hui, il en existe en Angleterre, en Albanie, au Kenya, au Soudan et au Pérou regroupant plus de 1200 personnes.

### Tiers Ordre carmélitain
Le 21 juillet 1918 Georges Preca rejoignit le tiers ordre carmélitain, faisant profession le 26 septembre 1919, sous le nom de Fra Franco au couvent de Santa Venera. Il souhaitait également que tous les jeunes fréquentant son association portent le scapulaire du Carmel.

### La fin de sa vie
Dun Ġorġ Preca est mort le 26 juillet 1962 au village de Santa Venera à Malte; c'est là qu'il avait passé ses derniers jours. Il a été enterré dans la crypte de la maison-mère de la société à Blata L-Bajda.

### Ses écrits
Georges Preca fut un écrivain prolifique : plus de 140 ouvrages, dont des livrets de méditation et autres feuillets sur la doctrine et l'apostolat, écrits en maltais (sauf deux ouvrages écrits en latin).
Quelques titres traduits en anglais :
- The Right Intention
- The Sanctuary of Christ's Spirit
- L-Arlogg Museumin (The Watch)
- A Spiritual Directory
- The Mansions & The Praeconia
- Gymnasium for the Spiritual Life
- The Year of the Lord

Georges Preca fut un précurseur de l'apostolat des laïcs, en une période où le fait d'annoncer l'Évangile était l'apanage des seuls prêtres et consacrés, anticipant de 60 ans l'Apostolicam Actuositatem du concile Vatican II.

## Béatification et Canonisation

### Béatification
Dun Ġorġ Preca fut béatifié le 9 mai 2001 par le pape Jean-Paul II, à Floriana (Malte) sur la place des "greniers", en même temps qu'une religieuse et un prêtre maltais.
Durant l'homélie de la béatification, le pape Jean-Paul II a déclaré « Depuis sa mort en 1962, peu avant l'ouverture du concile Vatican II, le bienheureux Georges Preca est connu pour sa sainteté à Malte et partout où les Maltais se sont installés. Dom Georges était un pionnier dans le domaine de la catéchèse et dans la promotion du rôle des laïcs dans l'apostolat, que le concile devait souligner de façon particulière. Il devint donc, pour ainsi dire, le second père dans la foi de Malte. ».

### Canonisation
- Il a été canonisé le 3 juin 2007 par le pape Benoît XVI en même temps que :
  - Simon de Lipnica (Szymon z Lipnicy]
  - Karel Van Sint Andries Houben
  - Marie-Eugénie Milleret
- Lors de la Messe de canonisation, le pape Benoît XVI a dit :
  - « (Georges Preca)... était un prêtre entièrement dédié à l'évangélisation par la prédication, par ses écrits, par son assistance spirituelle et par l'administration des sacrements, mais avant tout par l'exemple de sa propre vie ».
  - Il a demandé « Qu'il aide l’Église à toujours être, à Malte et dans le monde, le fidèle écho de la voix du Christ, Verbe incarné ».
  - Aux fidèles maltais il a énoncé : « Saint Giorgio Preca est le premier fils canonisé de votre terre bien-aimée. C'est votre second père dans la foi après l'apôtre Paul. Il intercède pour vous, afin que vous soyez toujours de nouveaux amis de l'Évangile ».

### Célébration dans l'Église
Sa mémoire est célébrée dans l’Église catholique le 26 juillet. Étant le premier Saint canonisé dans le Tiers-Ordre carmélite, sa mémoire est parfois célébrée dans l'Ordre du Carmel le 9 mai.

### Articles liés
- Malte
- Tiers-Ordre carmélite